# VMware Workstation
VMware Workstation — гіпервізор компанії VMware для платформ x86 і x86-64, що дозволяє запустити на комп'ютері декілька операційних систем одночасно. Кожна віртуальна машина може виконувати свою власну операційну систему, включаючи Microsoft Windows, Linux, BSD і MS-DOS. VMware Workstation розроблений компанією VMware Inc., підрозділом корпорації EMC.
VMware Workstation підтримує з'єднання дійсних мережевих хостів та обміну фізичних дисків і USB пристрої з віртуальною машиною. Крім того, за допомогою VMware Workstation можна імітувати образи дисків. Можна змонтувати файл ISO у віртуальний привід оптичних дисків, так що віртуальна машина побачить його як реальний диск. Віртуальні диски зберігаються в файлах .vmdk.
У VMware Workstation є можливість призначати кільком віртуальним машинам команди, які потім можуть бути запущені, закриті, перервані або відновлені як єдиний об'єкт, що робить її особливо корисною для тестування клієнт-серверних середовищ.
VMware Player на відміну від Workstation з аналогічною, але обмеженою функціональністю, був безкоштовним. У 2015 році ці два пакети були об'єднані в VMware Workstation 12, з безкоштовною версією VMware Workstation Player для некомерційного використання. VMware Workstation 12 по кількості проданих ліцензійних екземплярів обігнала навіть саму VMware Workstation Pro. Зараз, через створення VMware Workstation безкоштовною, версію, менш довершену, за інформацією блогу VMware Workstation Pro закрито

## Версії VMware
| Версія        | Дата випуску      | Переваги нової версії |
| ------------- | ----------------- | --- |
| 1.0           | 15 травня 1999    | Перший випуск |
| 1.1 for Linux | 11 жовтня 1999    | Перший випуск, що підтримує Linux - Додано підтримку ядра Linux 2.2.10 Покращена підтримка конфігурації файлів необробленого диска через Майстер конфігурації та Редактор - Покращена підтримка оновлення ядер Linux та видалення продукту - Додано підтримку Windows 2000 - Додано підтримку двонаправлених паралельних портів - Експериментальна підтримка RPM-інсталяцій - Покращена продуктивність SMP у версіях ядра Linux 2.2.8 та пізніших - Покращена вбудована довідка |
| 2.0           | 3 березня 2000    | - Підвищена продуктивність робочого столу - Додано підтримку зміни пам'яті та живлення для досвідчених користувачів у Windows 2000 - Покращено функціонал оновлення до нових випусків VMware Workstation - Обмежена підтримка SCSI для дисків та пристроїв CD-ROM - Додано підтримку збереження стану віртуальної машини на диск - Додано підтримку стиснення віртуальних дисків - Додано підтримку образів дискет - Додано підтримку послідовних з'єднань - Додано підтримку введення звуку та покращений вивід звуку - Додано підтримку відключення, зміни та редагування знімних пристроїв під час роботи віртуальної машини - Покращено підтримку RAW-дисків - Дослідна підтримка попередньо розмічених дисків |
| 3.0           | 05 Листопада 2001 | - Додано підтримку читання DVD-дисків - Додано підтримку читання покращених CD-дисків у режимі необробленого доступу |
| 4.0           | 23 Березня 2003   | Окремі снапшоти |
| 4.5           | 5 Квітня 2004     | Остання версія для Windows NT 4.0 на хостах |
| 5.0           | 11 Квітня 2005    | - Множинні снапшоти - Пов'язані клони |
| 5.5           | 12 Вересня 2005   | Покращено підтримку наборів інструкцій віртуалізації Intel VT-x/AMD-V як для x86-64, так і для мультипроцесорних віртуальних машин |
| 6.0           | 9 Травня 2007     | - Підтримка високошвидкісних USB-пристроїв (EHCI) - Підтримка моніторингів - Фонові віртуальні машини |
| 6.5           | 23 Вересня 2008   | - Остання версія, що підтримує ЦПУ юез PAE - Підтримка Record Replay - Unicode - Unity-режим - Остання версія для Windows 2000 на хостах |
| 7.0           | 26 Жовтня 2009    | Підтримка Replay Debugging |
| 8.0           | 14 Вересня 2011   | - Workstation 8 є першою версією з підтримкою 64-розрядних процесорів (x86-64) - Видалено Replay Debugging - Підтримка розшарення віртуальних машин |
| 9.0           | 23 Серпня 2012    | - Підтримка USB 3.0 для Linux та Windows 8 - Драйвер OpenGL для Linux - Покращена графічна підсистема - Підтримка нових операційних систем - Ubuntu 12.04 - Windows 8 - Windows Server 2012 |
| 10.0          | 3 Вересня 2013    | - Підтримка нових операційних систем - Windows 8.1 - Windows Server 2012 R2 - Ubuntu 13.10 - VMware Hardware Version 10 - 16 віртуальних процесорів (vCPU) - Обсяг диска до 8 терабайт - Новий віртуальний контролер для дисків SATA - Підтримка потоків для USB 3.0 - Віртуальні датчики для планшетів - Акселерометр - Гіроскоп - Компас - Датчик світла - Удосконаленний користувацький інтерфейс - Засоби керування хмарними[якими?] технологіями[уточнити] - VMware KVM - WSX 1.1 |
| 10.0.1        | 24 Жовтня 2013    | - Покращена сумісність з деякими процесорами AMD Piledriver - Підтримки Windows 8.1 RTM та Windows Server 2012 R2 RTM[уточнити] |
| 10.0.2        | 17 Квітня 2014    | - Покращено сумісність і продуктивність USB аудіо та відео пристроїв з віртуальними машинами. - Вирішено проблему запобігання від підключення пристроїв USB для Linux RHEL 5 гостьової операційної системи. - Простота[джерело?] установки Windows 8.1 Update 1 і Windows Server 2012 R2 як гостьової операційної системи. - Підтримка OpenSUSE 13.1 як операційної системі хоста. - Виправлена помилка при запису компакт-дисків з Blu-Ray дисків при підключенні до віртуальної машини. - Вирішено проблему виклику диспечера задач в діалозі UAC на хості Linux на Windows 8 у віртуальній машині. - Вирішено конфлікт клавіш в діалозі Preference режимі KVM. - Виправлена проблема сумісності на GL рендеринга з деякими новими драйверами Nvidia. - Вирішено графічні помилки для програм SolidWorks. - Виправлена помилка крешу фізичного компютера на старті запуску віртуальних машин. - Вирішено питання[що?] коли користувач зчитував і записував файл, використовуючи два потоки. - Вирішено проблему віртуальної машини Linux, щоб побачити застарілий вміст файлу при використанні загальних папок. - Виправлена питання віртуальні продуктивність машини при використанні адаптера Е1000е. - Вирішено проблему запобігання запуску Workstation на Ubuntu 14.04. |
| 10.0.3        | 1 Липня 2014      | - VMware Workstation 10.0.3 був оновлений до OPENSSL версії openssl-0.9.8za бібліотеки, необхідного для вирішення CVE-2014-0224, CVE-2014-0198, CVE-2010-5298 і CVE-2014-3470. |
| 10.0.4        | 30 Жовтня 2014    | - Виправлено питання пам'яті Workstation для Microsoft Windows 8.1 і Windows Server 2012. |
| 10.0.5        | 27 Січня 2015     | - При включенні віртуальна машина підвисає через створення .dmp файл. - Додаток VideoReDo не відображає відео вчасно а з затримкою. - Невдале копіювання великого файлу з хоста. - Витік пам'яті в сервері HGF (для загальних тек) викликає VMware Tools з помилкою: Виключення 0xc0000005 (порушення прав доступу) не відбулося. - Новий VM має однакове місцеположення UUID і MAC-адресу, так що UUID і MAC-адрес не є унікальними. Ця проблема виникає з WS 9 і WS 10 віртуальних машин, але не WS 7 і 8 WS VM. - На RHEL 6.6, vmmon не можливе завантаження файлів через несумісні версій символів ядра. З GCC ядра заголовки vmmon модуль буде перекомпілювати автоматично. - Витік пам'яті в процесі vmtoolsd.exe коли гість NIC відключений. Споживання пам'яті Workstation процесів зростає з плином часу. - Коли USB пристрої autoconnected з хаба до хост-контролера Renesas, пристрої не перенаправляються до гостя. - WS 11 ліцензії приймається WS 10.0.5 і майбутніх 10,0 оновлень. - При встановленні на Linux WS з не за замовчуваним місцем розташування, Virtual Network Editor не вдається запустити. |
| 10.0.6        | 5 Травня 2015     | - Виправлена проблема при завантаженні віртуальної машини з Workstation 10.0.x для ESXi 6.0. - Оновлений OpenSSL версії бібліотеки OpenSSL-1.0.1m. |
| 10.0.7        | 2 Липня 2015      | - Виправлено помилки захисту - Остання версія, що підтримує Windows XP, Windows Server 2003, Windows Vista та Windows Server 2008 на хостах - Остання версія, що підтримує 32-бітні Windows на хостах |
| 11.0          | 1 Грудня 2014     | - Підтримка нових операційних систем : - Windows 10 - Ubuntu 14.10 - RHEL 7 - CentOS 7 - Fedora 20 - Debian 7.6 - VMware Hardware Version 11 - 2GB відеопам'яті для VM - Підключення до VMware vCloud Air |
| 11.1          | 17 Лютого 2015    | - Додана підтримка для VMware vCloud Air Virtual Private Cloud OnDemand - Виправлені помилки: - На гостьовій ОС Linux, що завантажується на EFI іноді не реагували на клавіатуру та мишку. Якщо стався якийсь рух мишки протягом короткого часу під час завантаження ОС, ніяких дій не відбувалось. - Збій Outlook 2010 в Unity режимі. - Ви не могли ущільнити або зробити дефрагментації жорстких дисків. - Інтерфейс іноді зависав, коли користувач скопіював або вставляв файл між двома гостями Windows. - Надання доступу користувацького інтерфейсу в Fedora 20 з підтримкою 3D.. - При створенні нової віртуальної машини з SUSE Linux Enterprise (SLE) 12, Easy Install шлях був не доступний. |
| 11.1.1        | 9 Червня 2015     | - Видалення помилок безпеки для CVE-2012-0897, CVE-2015-2336, CVE-2015-2337, CVE-2015-2338, CVE-2015-2339, CVE-2015-2340, CVE-2015-2341 - VMware Workstation, Horizon Client TPView.ddl і TPInt.dll неправильно виділяли пам'ять. Workstation може дозволити гостям виконати код або виконати відмову в обслуговуванні на Windows OS, яка запущена на Workstation. |
| 11.1.2        | 15 Червня 2015    | - Питання безпеки - VMware Workstation 11.1.2 OpenSSL бібліотеки оновлено до версії OpenSSL-1.0.1m. - Виправлення помилок - Два застосунки запущені на Access Control використовують однакові набори гарячих клавіш. - Використання аудіо конференс-додатків для гостів Windows 8 викликав серйозні перешкоди та зайві шуми у відео та аудіо дзвінках. - У гості Windows 95 курсор миші скакав. - Workstation не могла автоматично підключитись до Fedora 21 ISO при створенні віртуальної машини віртуальна машина Fedora 21. - Використання Easy Install для гостьової ОС Ubuntu 15.04 з kernel 3.19.0-15-generic з доступом до загальних тек. - Гостьова ОС Windows 10 запущена у Workstation була приречена до краху. - Використання Easy Install установки гостьової операційної системи Ubuntu 14.04 або 15.04 Ubuntu не вдалося встановити на VMware Tools |
| 12.0.0        | 24 серпня 2015    | Наступні функції були видалені в Workstation 12 Pro: - Режим Unity на гостьових та хостових операційних системах Linux - Віртуальний відладчик Visual Studio - Підключення до служби підписки VMware vCloud Air Додано підтримку: - Нових версій операційних систем, включаючи Windows 10 - DirectX 10 та OpenGL 3.3 - IPv6 NAT |
| 12.5.0        | 3 вересня 2024    | Підтримка Windows 10 Anniversary Update (1607) |
| 14.0.0        | 3 вересня 2024    | - Оновлено для підтримку нових версій Microsoft Windows 10 (включно з Enterprise) та Windows Server, а також різних дистрибутивів Linux - Оновлено підтримку нових процесорів Intel та AMD - Обмежено або скасовано підтримку процесорів до 2011 року - Покращено підтримку віртуальних прошивок, таких як UEFI та нову підтримку Secure Boot - Підтримка безпеки на основі віртуалізації (VBS) - Покращено віртуальні мережі - Нова та покращена підтримка та елементи керування для роботи з vSphere та vCenter Server Appliance - Симулятор затримок мережі - Нові елементи керування віддаленим керуванням vSphere - Остання версія для Windows 8 та Windows Server 2012 на хостах |
| 15.0.0        | 3 вересня 2024    | * Підтримка нових збірок Microsoft Windows 10 (включно з Enterprise), а також різних дистрибутивів Linux - Роздільна здатність 4K. - Підтримка DirectX 10.1. - Ліміт спільної графічної пам'яті збільшено до 3 ГБ. - RESTful API для автоматизації поширених завдань віртуальних машин за допомогою стандартного JSON через HTTP/HTTPS. - Ця версія додає нове подання "Хости та кластери" під час підключення до віддаленого vSphere. - USB-пристрої можна автоматично підключати до увімкненої віртуальної машини. - Вхід до віртуальної машини Linux через SSH. - Розтягування дисплея гостьової системи. - Протокол Wayland. - Покращує продуктивність віртуального сховища NVMe. |
| 16.0.0        | 3 вересня 2024    | * Підтримка нових гостьових операційних систем - - Нові збірки Microsoft Windows 10 (включно з Enterprise) - Ubuntu 20.04 - Fedora 32 - Debian 10.5 - Red Hat Enterprise Linux 8.2 - CentOS 8.2 - SUSE Linux Enterprise Server 15 SP2 GA - FreeBSD 11.4 - VMware ESXi 7.0 - DirectX 11 та OpenGL 4.1 - Контролер USB 3.2 Gen 2 (до 10 Гбіт/с) - Віртуальні машини до 32 віртуальних процесорів, 128 ГБ оперативної пам'яті та 8 ГБ VRAM - Темний режим у Windows 10 - Сумісність з vSphere 7.0 - Безпека віртуальних машин покращена шляхом видалення графічного рендерингу з vmx та запуску його як окремого процесу "пісочниці" - Покращено швидкість передачі файлів (перетягування, копіювання та вставка), час вимкнення віртуальних машин та продуктивність віртуального сховища NVMe - Покращено доступність (відповідно до критеріїв Web Content Accessibility Guidelines 2.1) - Виключено спільне використання віртуальних машин та обмежених функцій віртуальних машин - Виправлення помилок |
| 17.0          | 17 листопада 2022 | - Підтримка нових гостьових операційних систем - Нові збірки Microsoft Windows 11 (включно з Enterprise) - Windows Server 2022 - Ubuntu 22.04 - Red Hat Enterprise Linux 9 - Debian 11.x - Нова функція автоматичного запуску віртуальної машини - Новий віртуальний Trusted Platform Module (TPM) 2.0 - Нові функції повного або швидкого шифрування - Підтримка OpenGL 4.3 та WDDM 1.2 - Виправлення помилок |
| 17.6.0        | 3 вересня 2024    | Командний рядок vmcli включений в VMware Workstation Pro, дозволяючи користувачам взаємодіяти з гіпервізором напряму через термінали Windows, Linux або macOS. Через vmcli Ви можете проводити ряд операцій таких як: створення віртуальних машин, генерацію VM-шаблонів, управління живленням та налаштуваннями VM-машин. Також Ви можете підготувати скрипти для послідовного виконання певного набору команд управління. Підтримка нових операційних систем: - Windows Server 2025 - Windows 11 Version 23H2 - Ubuntu 24.04 - Fedora 40 |
| 17.6.1        | 10 жовтня 2024    | Виправлено ряд помилок. |
| 17.6.2        | 17 грудня 2024    | Виправлено ряд помилок.Змінено порядок ліцензування. VMware Workstation Pro більше не потребує ліцензійного ключа та тепер безкоштовна для комерційного, освітнього та особистого використання. |
| 17.6.3        | 04 березня 2025   | Виправлення помилок. Закрито вразливості CVE-2025-22224 та CVE-2025-22226. |

Починаючи з VMware Workstation 10.0 новіші версії ще підтримуються і удосконалюються.

### Підтримка OС версіями
| Сімейство ОС             | Операційна система | Початок підтримки версією VMware Workstation | Завершення підтримки версією VMware Workstation |
| ------------------------ | ------------------ | -------------------------------------------- | ----------------------------------------------- |
| Windows Server           | 2025               | 17.6                                         | -                                               |
| Windows Server           | 2022               | 17.0                                         | -                                               |
| Windows Server           | 2019               | 15.5                                         | -                                               |
| Windows Server           | 2016               | 14.0                                         | 17.5                                            |
| Windows Server           | 2012 R2            | 10.0                                         | 17.5                                            |
| Windows Server           | 2012               | 9.0                                          | 14.0                                            |
| Windows Server           | 2008 R2 SP1        | 8.0                                          | 15.5                                            |
| Windows Server           | 2008 R2            | 7.0                                          | 12.5                                            |
| Windows Server           | 2008               | 6.0                                          | 10.0                                            |
| Windows Server           | 2003 R2            | 6.0                                          | 10.0                                            |
| Windows Server           | 2003               | 4.0                                          | 10.0                                            |
| Windows                  | 11                 | 16.2                                         | -                                               |
| Windows                  | 10                 | 11.0                                         | -                                               |
| Windows                  | 8.1                | 10.0                                         | 16.2                                            |
| Windows                  | 8                  | 9.0                                          | 14.0                                            |
| Windows                  | 7                  | 7.1                                          | 15.5                                            |
| Windows                  | Vista              | 6.0                                          | 10.0                                            |
| Windows                  | XP                 | 3.0                                          | 10.0                                            |
| Windows                  | 2000               | 2.0                                          | 6.5                                             |
| Ubuntu                   | 24.04              | 17.6                                         | -                                               |
| Ubuntu                   | 22.04              | 16.2                                         | -                                               |
| Ubuntu                   | 20.10              | 16.1                                         | 16.2                                            |
| Ubuntu                   | 20.04              | 16.0                                         | 17.5                                            |
| Ubuntu                   | 19.04              | 15.5                                         | 15.5                                            |
| Ubuntu                   | 18.04              | 14.1.2                                       | 17.5                                            |
| Ubuntu                   | 17.10              | 15.0                                         | 15.5                                            |
| Ubuntu                   | 17.04              | 14.0                                         | 14.1                                            |
| Ubuntu                   | 16.x               | 14.0                                         | 16.2.5                                          |
| Ubuntu                   | 15.x               | 12.0                                         | 12.5.9                                          |
| Ubuntu                   | 14.10              | 11.0                                         | 12.5.9                                          |
| Ubuntu                   | 14.04              | 10.0                                         | 12.5.9                                          |
| Ubuntu                   | 13.x               | 10.0.1                                       | 10.0.7                                          |
| Ubuntu                   | 12.x               | 9.0.1                                        | 9.0.4                                           |
| Ubuntu                   | 11.x               | 8.0.1                                        | 9.0.4                                           |
| Debian                   | 12.x               | 17.5                                         | -                                               |
| Debian                   | 11.x               | 17.0                                         | -                                               |
| Debian                   | 10.x               | 15.5                                         | 17.0                                            |
| Debian                   | 9.x                | 14.0                                         | 16.2                                            |
| Debian                   | 8.x                | 12.0                                         | 14.1                                            |
| Oracle Linux             | 8.x                | 17.0                                         | -                                               |
| Oracle Linux             | 8.x                | 15.5.0                                       | -                                               |
| Oracle Linux             | 7.5                | 14.0                                         | -                                               |
| Oracle Linux             | 7.3                | 12.5.8                                       | 15.5.7                                          |
| Oracle Linux             | 7.0                | 11.0                                         | 12.5.9                                          |
| Oracle Linux             | 6.x                | 14.0                                         | 16.2                                            |
| Oracle Linux             | 5.x                | 12.0                                         | 14.1                                            |
| CentOS                   | 9 Stream           | 17.6                                         | -                                               |
| CentOS                   | 7                  | 11.0                                         | 17.5                                            |
| CentOS                   | 6                  | 8.0                                          | 12.5                                            |
| CentOS                   | 5                  | 6.5                                          | 11.0                                            |
| Red Hat Enterprise Linux | 9.x                | 17.0                                         | -                                               |
| Red Hat Enterprise Linux | 8.x                | 15.5.0                                       | -                                               |
| Red Hat Enterprise Linux | 7.x                | 10.0                                         | 17.5.2                                          |
| Red Hat Enterprise Linux | 6.x                | 10.0                                         | 15.5.7                                          |
| Red Hat Enterprise Linux | 5.11               | 10.0                                         | 12.5.9                                          |
| Red Hat Enterprise Linux | 5.0                | 7.0                                          | 9.0                                             |
| Red Hat Enterprise Linux | 4.0                | 6.0                                          | 8.0                                             |
| Red Hat Enterprise Linux | 3.x                | 6.0                                          | 6.5                                             |
| Red Hat Enterprise Linux | 2.x                | 6.0                                          | 6.0                                             |
| Red Hat Linux            | 9                  | 6.0                                          | 6.0                                             |
| Red Hat Linux            | 8                  | 6.0                                          | 6.0                                             |
| Red Hat Linux            | 7                  | 6.0                                          | 6.0                                             |
| Fedora                   | 41                 | 17.6.2                                       | -                                               |
| Fedora                   | 40                 | 17.6.0                                       | -                                               |
| Fedora                   | 39                 | 17.5.0                                       | -                                               |
| Fedora                   | 38                 | 17.5.0                                       | 17.5.2                                          |
| Fedora                   | 37                 | 17.5.0                                       | 17.5.2                                          |
| Fedora                   | 36                 | 17.0                                         | 17.5.2                                          |
| Fedora                   | 35                 | 17.0                                         | 17.5.2                                          |
| Fedora                   | 34                 | 17.0                                         | 17.5.2                                          |
| Fedora                   | 33                 | 16.1.0                                       | 16.2.5                                          |
| Fedora                   | 32                 | 16.0                                         | 16.2.5                                          |
| Fedora                   | 31                 | 16.0                                         | 16.2.5                                          |
| Fedora                   | 30                 | 15.5.0                                       | 15.5.7                                          |
| Fedora                   | 29                 | 15.5.0                                       | 15.5.7                                          |
| Fedora                   | 28                 | 14.1.2                                       | 15.1.0                                          |
| Fedora                   | 27                 | 15.0                                         | 15.1.0                                          |
| Fedora                   | 26                 | 14.0                                         | 14.1.8                                          |
| Fedora                   | 25                 | 14.0                                         | 14.1.8                                          |
| Fedora                   | 22                 | 12.0                                         | 12.5.9                                          |
| Fedora                   | 20                 | 11.0                                         | 12.5.9                                          |
| Linux Mint               | 22                 | 17.6.0                                       | -                                               |
| Linux Mint               | 21                 | 17.0                                         | -                                               |
| Linux Mint               | 20                 | 16.0                                         | 17.5.2                                          |